# Phách quải quyền

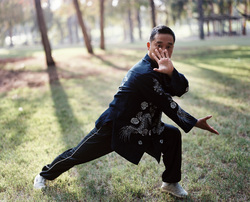
Phách quải quyền

Phách quải quyền (chữ Hán: 劈掛拳, bính âm: Piguaquan, dịch nghĩa tiếng Anh: Chop-hanging Fist), tên gọi đầy đủ là Thông bị Phách quải quyền, thời cổ từng gọi là Phi quải quyền, hai chữ phi và phách đọc âm giống nhau, phi là xẻ ra, phách là bổ ra; nghĩa cũng gần giống nhau, còn được biết dưới tên khác là Phi quải chưởng (chữ Hán: 劈掛掌,bính âm: Piguazhang, dịch nghĩa tiếng Anh: Chop-hanging Palm), do môn này chú trọng những chiêu thức thủ pháp là chưởng pháp (dùng lòng bàn tay), thường được diễn luyện chung với Bát cực quyền.
Đây là bộ môn quyền thuật thuộc miền Bắc Trung Hoa có lịch sử lưu truyền khá lâu đời.